# Pfarrhaus (Christertshofen)

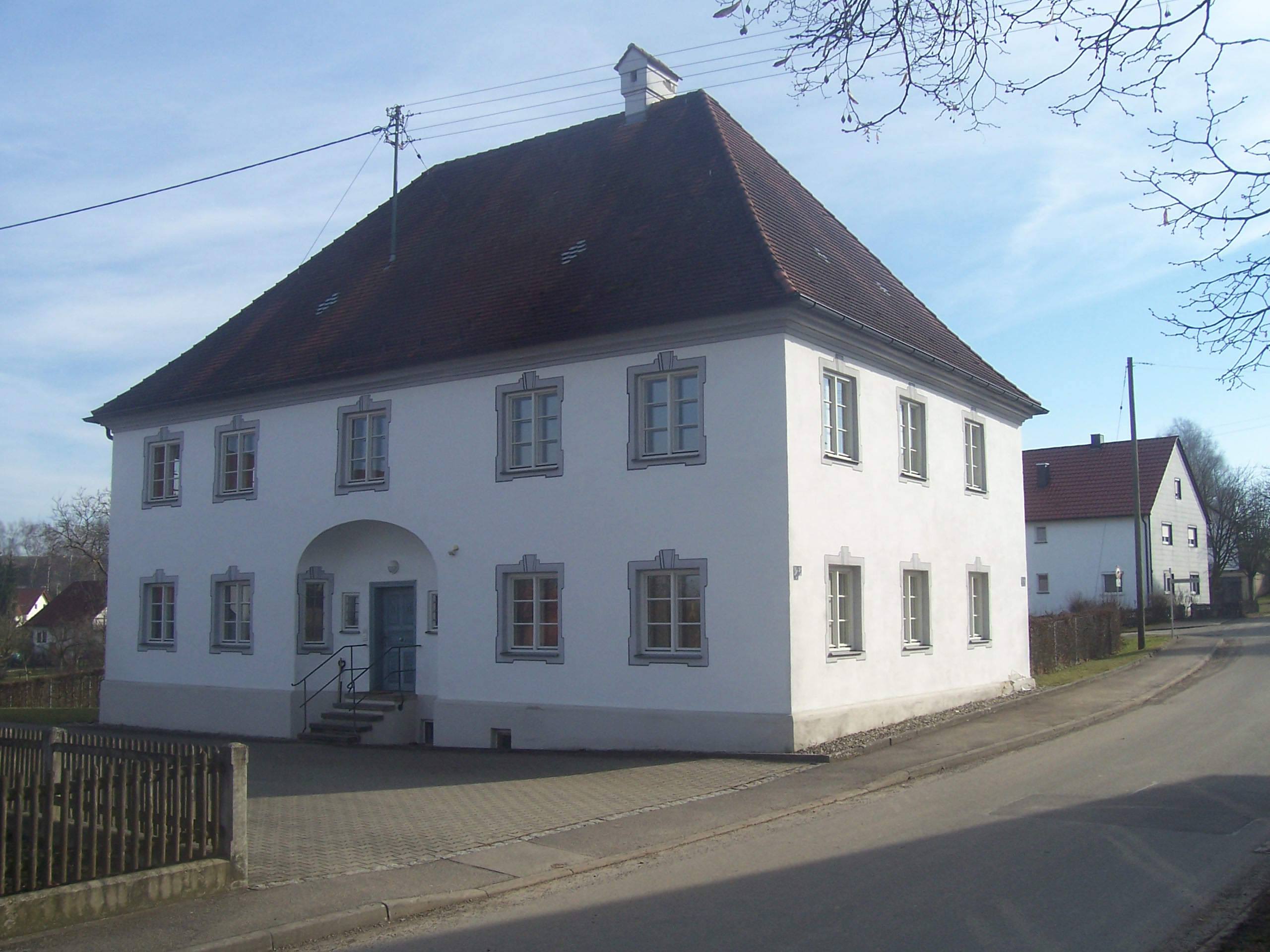
Pfarrhaus in Christertshofen

Das Pfarrhaus in Christertshofen, einem Gemeindeteil von Buch im Landkreis Neu-Ulm im bayerischen Regierungsbezirk Schwaben, wurde 1786 errichtet. Das Pfarrhaus an der Halbertshofer Straße 10, südlich der Kirche St. Georg, ist ein geschütztes Baudenkmal.
Der zweigeschossige Walmdachbau wurde wohl nach dem Entwurf von Joseph Dossenberger errichtet. Das Gebäude besitzt fünf zu drei Fensterachsen. Das Portal ist in einen rundbogigen Eingangsbereich integriert.